# Яшин Георгій Пилипович
Георгій Пилипович Яшин (4 [17] квітня 1907 — 12 вересня 1957) — учасник Другої світової війни, помічник командира взводу, парторг стрілецької роти 134-го гвардійського стрілецького полку 45-ї гвардійської стрілецької дивізії 21-ї армії Ленінградського фронту, Герой Радянського Союзу.

## Біографія
Народився 17 квітня 1907 року в селі Берлі нині Високогорського району Республіки Татарстан. Член КПРС з 1931 року. На війні з серпня 1942 року. Помічник командира взводу стрілкової роти 134-го гвардійського стрілецького полку. У 1945 році демобілізований. Жив у Казані. Працював в Управлінні пожежної охорони МВС Татарської АРСР. Помер 12 вересня 1957 року.

## Нагороди
- Медаль «Золота Зірка» Героя Радянського Союзу;
- орден Леніна;
- орден Червоної Зірки;
- медалі.

- Ім'я Героя носить селище Яшино в Виборзькому районі Ленінградської області.